# Dancing Shoes
Dancing Shoes è il terzo album della cantante pop svedese September, pubblicato il 26 settembre 2007 dall'etichetta discografica Catchy Tunes.
L'album è stato prodotto da Jonas von der Burg, come il precedente, e promosso dai singoli Can't Get Over, Until I Die e Because I Love You. Si tratta dell'ultimo album di inediti pubblicato dalla cantante prima dell'uscita di alcune raccolte, pubblicate in diversi paesi stranieri per il lancio in tali mercati della cantante e contenenti brani tratti da questo e dai due precedenti album In Orbit e September.
Tutti i brani sono stati scritti da Jonas von der Burg, Anoo Bhagavan e Niclas von der Burg.

## Tracce
CD (Catchy Tunes CATCHY 078 [se] / EAN 7350019912898)
Testi e musiche di Jonas von der Burg, Anoo Bhagavan, Niclas von der Burg.
1. Candy Love – 2:47
2. Until I Die – 3:44
3. My Neighbourhood – 3:05
4. Can't Get Over – 3:03
5. Because I Love You – 3:14
6. Taboo – 3:44
7. Follow Me – 3:32
8. R.I.P. – 3:49
9. Start It Up – 3:05
10. Just an Illusion – 3:42
11. Sad Song – 2:57
12. Freaking Out – 3:27
13. Cry For You (Radio Edit) – 3:32

Durata totale: 43:41
- Extra:

1. Can't Get Over (Video)
2. Cry for You (Video)

## Classifiche
| Paese   | Posizione massima |
| ------- | ----------------- |
| Svezia  | 12                |
| Polonia | 19                |